# إم آي آر 4640
MIR4640‏ (None) هوَ بروتين يُشَفر بواسطة جين MIR4640 في الإنسان.